# Franco Rizzi
Francisco Rizzi (Caracas, 13 de julio de 1964), más conocido como Franco Rizzi, es un exfutbolista venezolano. Se desempeñaba como defensa central y mediocampista y su último equipo fue el Deportivo Italchacao de la liga de Primera División de Venezuela.

## Trayectoria
Su primer club fue el Deportivo Portugués de la primera división de Venezuela con apenas 17 años de edad, luego paso a formar parte del Club Sport Marítimo de Venezuela donde jugó durante 10 años, hasta que se disolvió el club por una orden de un tribunal de la justicia venezolana; jugó también en el Deportivo Táchira (fue su primera participación en Copa libertadores de América). Siempre en la ciudad de San Cristóbal jugó pero solo una temporada con el Nacional de Táchira. Deportivo Italchacao fueron sus últimos años donde daría paso a su retiro de las canchas y como futbolista profesional. Con la selección de fútbol de Venezuela debutó con 17 años contra Uruguay en Copa América, y vistió la camiseta del seleccionado desde el año 82-83 hasta el 89,participando en competencias importantes como Preolímpicos, panamericanos, Copa América. 
Con sus clubes participó en 7 Copas Libertadores de América.
Con el Sport Marítimo de Venezuela obtuvo 4 campeonatos;2 subcampeonatos y 2 Copas Venezuela.
Con el Unión Atlético Táchira participó en Copa Libertadores de América en opción de préstamo.
Con el Italchacao obtuvo 1 Campeonato y 1 subcampeonato.
Participó en 2 Pre Libertadores de América (eliminación directa con equipos Mexicanos).
Nombrado en el año 89 jugador del año conjuntamente con Daniel Nikolac
Después de 20 años de carrera como futbolista profesional (año 1982 hasta año 2001) hace su despedida con la selección de Venezuela contra el Junior de Barranquilla, donde desde allí empieza un nuevo camino como formador y entrenador en su propia escuela llamada Talentos Franco Rizzi.
Con su escuela empieza un nuevo camino;
Realiza 12 clínicas de fútbol a nivel nacional (5 de ellas con el exfutbolista del F C Barcelona y de la selección española Julio Alberto)
Realiza Campamentos de fútbol a nivel regional y nacional.
Organiza campeonatos de fútbol a nivel nacional.
Abre escuelas en Barquisimeto, Maracay, Guarenas y Caracas.
Compite en las ligas importantes de Caracas como la Cesar del Vecchio y la Liga Colegial de Caracas.
Compite en los campeonatos de la federación (interregional) federada.
Sus jugadores son reconocidos en las selecciones Nacionales como en las Regionales y clubes de primera división de Venezuela.
A nivel internacional su escuela es reconocida (30 torneos)
F C Barcelona de España nombra a Talentos Franco Rizzi como escuela colaboradora.
Su escuela cumple un sueño, dejar a unos de sus jugadores en el F C Barcelona.
La Escuela Talentos Franco Rizzi forma parte de una Peña de F C Barcelona llamada "Peña Azulgrana Caracas".
La escuela conjuntamente con el F C Barcelona inauguran en el estadio Camp Nou y donde es colocada con las demás, una placa donde aparecen todos los peñistas de España y del mundo.

## Clubes
| Club                             | País      | Año       |
| -------------------------------- | --------- | --------- |
| Deportivo Portugués              | Venezuela | 1982-1986 |
| Club Sport Marítimo de Venezuela | Venezuela | 1986-1987 |
| Deportivo Táchira                | Venezuela | 1987      |
| Club Sport Marítimo de Venezuela | Venezuela | 1987-1998 |
| Nacional Táchira                 | Venezuela | 1998-1999 |
| Deportivo Italchacao             | Venezuela | 1999-2001 |

## Palmarés

### Campeonatos nacionales
| Título                                | Club                             | País      | Año       |
| ------------------------------------- | -------------------------------- | --------- | --------- |
| Campeón Primera División de Venezuela | Club Sport Marítimo de Venezuela | Venezuela | 1986-1987 |
| Campeón Primera División de Venezuela | Club Sport Marítimo de Venezuela | Venezuela | 1987-1988 |
| Campeón Primera División de Venezuela | Club Sport Marítimo de Venezuela | Venezuela | 1989-1990 |
| Campeón Primera División de Venezuela | Club Sport Marítimo de Venezuela | Venezuela | 1992-1993 |

### Copas nacionales e internacionales
| Copa           | Club                             | título  | Año  | Juegos | Goles |
| -------------- | -------------------------------- | ------- | ---- | ------ | ----- |
| Copa Venezuela | Club Sport Marítimo de Venezuela | Campeón | 1987 |        |       |
| Copa Venezuela | Club Sport Marítimo de Venezuela | Campeón | 1989 |        |       |